# Гюров, Георги (футболист)
Георги Стефанов Гюров (1 августа 1942, София) — болгарский футболист, защитник, тренер.

## Биография
В качестве футболиста выступал в высшей лиге Болгарии в 1959—1964 годах за «Локомотив» (София). Затем играл в низших лигах за клубы «Локомотив» (Горна-Оряховица) и «Силистра». Завершил карьеру в возрасте 25 лет из-за травмы колена.
В 1969 году закончил Высший институт физкультуры в Софии и начал тренерскую работу. Тренировал болгарские клубы высшего дивизиона «Черноморец» (Бургас), «Беласица» (Петрич), низших лиг — «Разград», «Троян». Команду «Разград» вывел из третьего дивизиона во второй.
С 1980 года более 15 лет с перерывами работал в Тунисе, возглавлял известные клубы «Клуб Африкен», «Сфаксьен»[уточнить]. В 1993—1996 годах тренировал клубы Саудовской Аравии. В 2001—2002 годах — селекционер клуба ЦСКА (София).
В декабре 2002 года назначен главным тренером минского «Динамо», привёл команду в мае 2003 года к победе в Кубке Белоруссии 2002/03, но вскоре после финального матча был уволен из-за конфликта с руководством клуба и неудачной игры в чемпионате против минского «Торпедо». Спустя несколько лет рассматривался как кандидат в тренеры минского МТЗ-РИПО. На родине в возрасте за 60 лет работал футбольным агентом.